# Joely Andrews
Joely Andrews (* 30. April 2002 in Magherafelt) ist eine nordirische Fußballspielerin. Sie steht derzeit beim Glentoran FC unter Vertrag und spielte 2020 erstmals für die nordirische Nationalmannschaft.

## Karriere

### Vereine
Joely Andrews spielt seit 2020 für den Glentoran FC.

### Nationalmannschaft
Andrews spielte zunächst für die nordirische U-17-Mannschaft, U-18-Mannschaft und U-19-Mannschaft. Am 10. September 2020 wurde sie erstmals in die Nationalmannschaft einberufen. Bei einem Spiel gegen die Färöische Fußballnationalmannschaft der Frauen am 18. September 2020 kam Andrews erstmals für die nordirische Nationalmannschaft zum Einsatz. Bei der Fußball-Europameisterschaft der Frauen 2022 wurde sie in einem Spiel eingesetzt, wobei sie erst im Verlauf des Spiels eingewechselt wurde.